# Carnaubeira da Penha
Carnaubeira da Penha è un comune del Brasile nello Stato del Pernambuco, parte della mesoregione di São Francisco Pernambucano e della microregione di Itaparica.